# Tuan Le
Tuan Le (Parigi, 15 febbraio 1978) è un giocatore di poker vietnamita con cittadinanza statunitense.
Nato in Francia, Le è cresciuto a Kansas City negli Stati Uniti e successivamente a Los Angeles.
Noto per le sue giocate rischiose, nel 2004 ha vinto il suo primo titolo del World Poker Tour (WPT), guadagnando oltre $1.500.000. Nel 2005 ha bissato, chiudendo primo al World Poker Tour Championship e vincendo poco più di $2.800.000.
Le ha inoltre vinto la WPT Battle of Champions 3, sconfiggendo in heads-up Eli Elezra. Al settembre 2011 figura al terzo posto nella lista dei giocatori più vincenti in termini di guadagni al World Poker Tour, alle spalle di Carlos Mortensen e Daniel Negreanu.
Le ha preso parte a un episodio della seconda stagione del format Poker After Dark: ha chiuso al secondo posto, alle spalle del vincitore Howard Lederer.
Alle WSOP 2014 ha conquistato il suo primo braccialetto, nel $10.000 Limit 2-7 Triple Draw Lowball.

## Vittorie

### Braccialetti WSOP
| Edizione | Torneo                                | Premio   |
| -------- | ------------------------------------- | -------- |
| 2014     | $10.000 Limit 2-7 Triple Draw Lowball | $355.324 |

### Titoli WPT
| Stagione       | Torneo                     | Premio     |
| -------------- | -------------------------- | ---------- |
| WPT stagione 3 | $10.000 World Poker Finals | $1.574.588 |
| WPT stagione 3 | $25.000 WPT Championship   | $2.856.150 |